# La Perricholi

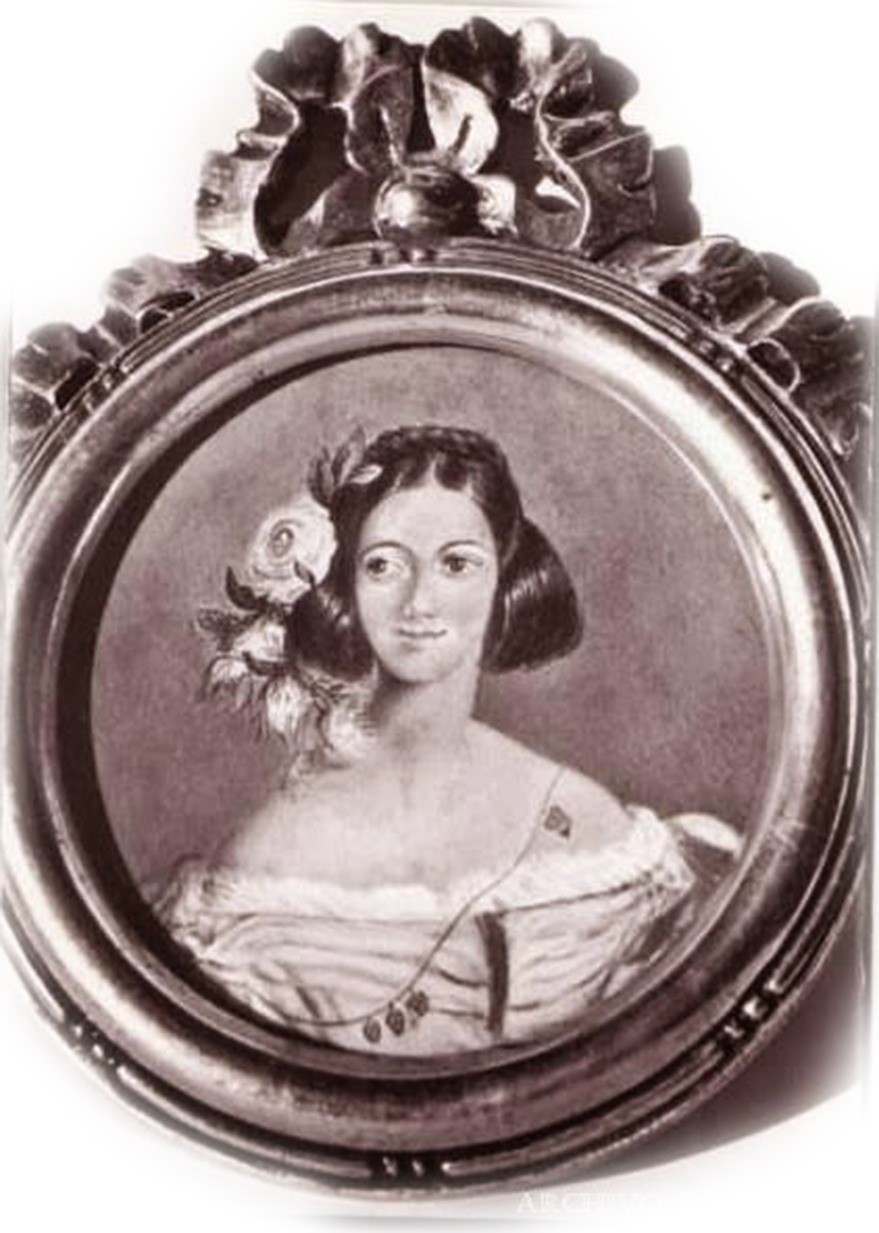
La Perricholi

La Perricholi was de artiestennaam van Maria Micaela Villegas Hurtado (28 september 1748 - 16 mei 1819). Zij was als gevierd entertainer een van de beroemdste Peruaanse vrouwen in de 18e eeuw. La Perricholi was enige tijd de maîtresse van Manuel de Amat y Juniet, onderkoning van Peru van 1761 tot 1776. Hun zoon, Manuel de Amat y Villegas, was een van de ondertekenaars van Peru's onafhankelijkheidsverklaring op 28 juli 1821.
La Perricholi was het zesde kind van Don José Villegas en Doña Teresa Hurtado de Mendoza. Ze werd òf in Tomayquichua (in de provincie Huánuco) òf in de hoofdstad Lima geboren en gedoopt in de kathedraal van Lima op 1 december 1748. Zij debuteerde op het toneel in 1763 en werd een beroemde ster in romantische en komische stukken. Zij trok zich in 1788 terug van het toneel en trouwde in 1795 met Vicente Fermín de Echarri, met wie zij samen een theater bezat.
Het verhaal van La Perricholi en de onderkoning is diverse malen beschreven en verfilmd. De Franse auteur Prosper Mérimée schreef het toneelstuk Le Carosse du Saint-Sacrement dat door Jacques Offenbach werd bewerkt tot de operette La Périchole. De Amerikaanse auteur Thornton Wilder maakte haar met de onderkoning een van de hoofdpersonen in het met de Pulitzerprijs bekroonde boek De brug van San Luis Rey. Dit boek is diverse malen verfilmd als The Bridge of San Luis Rey, het laatst in 2004.